# 무등산 아이파크
무등산 아이파크 아파트는 대한민국 광주광역시 동구 학동에 위치한 아파트 단지이다.

## 같이 보기
- 광주광역시의 마천루 목록